# 김형직사범대학
김형직사범대학(金亨稷師範大學)은 평양에 있는 조선민주주의인민공화국의 국립 사범대학이다. 1946년 10월 1일에 2년제의 평양교원대학으로 개교했다. 평양직할시 동대원구역에 있다. 1948년 10월 1일 평양사범대학으로 발전되었으며, 그 다음에는 1972년 9월 평양 제1 사범대학으로 개편되었다. 1975년 3월 23일 김형직사범대학으로 개칭하였다. 또한 김형직사범대학은 북한의 중심적인 교원양성기관으로 내각 교육성에서 직접 관리한다. 수업연한은 예과 1년, 본과 5년을 합하여 6년이다. 이 대학은 다른 사범대학과 교원대학의 교원을 양성하며 계획적으로 전국 범위에서 위탁 모집과 위탁 배치를 한다.
이 대학에는 현재 김일성 혁명력사, 철학, 국어문학, 교육, 역사, 지리, 수학, 물리, 화학, 생물, 외국어, 예술, 체육 등 13개 학부가 있다. 또한 예비과는 각 학부에 배속되어 있다. 특히 교육학부는 전국의 사범대학 중 유일하게 설치되어 있으며, 여기에는 교육학과, 학교전교육과(學校前敎育科; 대한민국의 유아교육과와 유사함), 심리학과로 세가지 전공이 있다.
조선의 사범대학에서 박사원을 설치한 대학은 이 대학뿐이다. 박사원에는 3년제의 준박사 과정과 2년제의 박사과정 그리고 1년제 특설 박사반이 있으며, 이 대학의 사범교육연구소는 조선에서 오직 하나뿐인 사범교육을 연구하는 전문연구소이다. 때문에 이 대학은 조선 사범교육의 최고이고, 제일 권위있는 사범교육 수업과 과학연구 기관으로서 명성을 떨치고 있다. 이 대학에는 중앙당 선전선동부에서 위탁하여 작가를 양성하는 2년제 작가 양성반이 있다.
대학에는 <김일성동지혁명사상연구실>,<공산주의교육에 관한 테제연구실>을 비롯한 100여개의 연구실, 실험실, 실기연습실과 수만권의 장서를 가진 도서관, 출판사가 있다. 여러 개의 교사건축들과 강당, 체육관, 교재원, 야외체육문화시설, 기숙사, 식당, 탁아소, 종합편의시설 등 교직원, 학생들의 교수교양사업과 학습, 생활에 필요한 온갖 현대적 시설이 갖추어져 있다. 대학은 1968년 9월에 <조선민주주의인민공화국 20주년기념칭호>를 받았으며, 1972년 4월 15일 <김일성훈장>을 받았다.

## 김형직사범대학의 교육과정
김형직사범대학은 6년제이며, 지방 사범대학과 교원대학의 교원, 교육행정기관의 교육관료를 양성한다. 이 대학은 김일성혁명력사, 주체철학, 교육학, 국어문학, 외국어, 역사, 지리, 수학, 물리, 화학, 생물, 예술, 체육학부가 있으며, 재교육학부와 각 학부에는 예비과가 있다. 특히 이 대학에는 조선에서 유일한 교육학부가 있다. 이 학부에는 세 가지 전공이 있는데 교육학, 학교전교육과 심리학이다. 이 교육학부의 각 학년 과정은 다음과 같다.
- 1학년 : 주로 기초과목으로서 물리, 수학, 외국어, 체육, 인체해부, 김일성혁명력사, 김일성과 김정일 로작

- 2학년 : 학과위생학, 주체문예리론, 론리학, 공산주의교육학, 공산주의심리학, 김일성혁명력사, 김일성과 김정일 로작, 교육통계학

- 3학년 : 공산주의아동심리학, 현대교육방법, 체육심리학, 교육행정학, 교육공제학, 주체철학, 교수법, 교양방법

- 4학년 : 학교관리학, 생산기술교육, 사회교육, 비교교육학, 공산주의경제학, 주체철학, 교육현실연구

- 5학년 : 세계교육사, 교육사료연구, 연문과제강좌, 교육전공실습, 졸업론문집필

조선에서 교원들은 전공지식을 충분히 습득해야 할 뿐 아니라 정치사상에 대한 확고한 태도를 가진 혁명가가 되어야 한다. 따라서 정치사상 과목을 대단히 중요시 하고 있어서 정치과목의 수업 시간수가 총 수업시간의 1/8정도 차지한다. 또한 정규적인 수업시간 외에 토요일 정치학습 등 전문적인 정치학 정치학습시간이 따로 있고 시간을 정하지 않은 정치모임과 강연도 많다. ‘사로청(김일성사회주의청년동맹)’의 활동도 아주 많다. 예를 들어 당의 정책 선전대를 조직하여 공장, 광산, 기업과 농장, 가도에 내려가서 강좌, 자문, 문예연출 등의 방식으로 당의 정책을 선전하고 설명하기도 한다.

## 같이 보기
- 김일성종합대학
- 김책공업종합대학